# Agustín Miranda (Fußballspieler, 1992)
Agustín Miranda, vollständiger Name Agustín Sebastián Miranda Cambón, (* 28. November 1992 in Montevideo) ist ein uruguayischer Fußballspieler.

## Karriere
Mittelfeldakteur Miranda steht mindestens seit der Saison 2013/14 im Kader des uruguayischen Erstligisten Sud América. Während in jener Spielzeit dort kein Erstligaeinsatz für ihn verzeichnet ist, wurde er in der Saison 2014/15 zweimal (kein Tor) in der Primera División aufgestellt. Allerdings wechselte er bereits Ende Januar 2015 auf Leihbasis für den Rest der Saison zum Zweitligisten Central Español, für den er zwölfmal in der Segunda División auflief und zwei Tore schoss. Zur Apertura 2015 kehrte er zu Sud América zurück. Von dort wechselte er ohne zuvor in einem Ligapflichtspiel eingesetzt worden zu sein Anfang Oktober 2015 zum Zweitligaaufsteiger Club Oriental de Football. In der Spielzeit 2015/16 bestritt er dort 18 Zweitligaspiele und schoss zwei Tore. Anfang August 2016 schloss er sich dem Erstligaabsteiger Villa Teresa an, für den er in der Saison 2016 zehn (drei Tore) und in der Spielzeit 2017 weitere 14 Zweitligaspiele (vier Tore) absolvierte. In der zweiten Julihälfte 2017 verpflichtete ihn der uruguayische Erstligist Plaza Colonia.